# Cantó d'Hazparne
El cantó d'Hazparne (en francès i oficialment canton de Hasparren) és una divisió administrativa francesa, situada al departament dels Pirineus Atlàntics i la regió Nova Aquitània. El seu conseller general és Bernard Inchauspé.

## Composició

Comunes del cantó d'Hasparren

El cantó d'Hasparren agrupa 7 comunes:
- Lekuine
- Hazparne
- Makea
- Mehaine
- Lekorne
- Donostiri
- Donamartiri

## Consellers generals
| Data d'elecció                             | Identitat         | Partit | Qualitat           |
| ------------------------------------------ | ----------------- | ------ | ------------------ |
| 1963                                       | Laurent Darraïdou |        |                    |
| 1967                                       | Laurent Darraïdou |        |                    |
| 1973                                       | Jacques Coumet    |        |                    |
| 1979                                       | Jacques Coumet    |        |                    |
| 1985                                       | Jacques Coumet    |        |                    |
| 1992                                       | Jacques Coumet    |        |                    |
| 1998                                       | Jacques Coumet    |        | alcalde d'Hazparne |
| març de 2004                               | Bernard Inchauspé |        |                    |
| No es coneixen les dades anteriors a 1963. |                   |        |                    |